# Liste der Baudenkmäler in Fürth/I
Diese Liste ist eine Teilliste der Liste der Baudenkmäler in Fürth. Grundlage der Liste ist die Bayerische Denkmalliste, die auf Basis des bayerischen Denkmalschutzgesetzes vom 1. Oktober 1973 erstmals erstellt wurde und seither durch das Bayerische Landesamt für Denkmalpflege geführt und aktualisiert wird. Die folgenden Angaben ersetzen nicht die rechtsverbindliche Auskunft der Denkmalschutzbehörde.
Dieser Teil der Liste beschreibt die denkmalgeschützten Objekte in der folgenden Fürther Straße:

## Isaak-Loewi-Straße
| Lage                                                                           | Objekt | Beschreibung | Akten-Nr.                          | Bild |
| ------------------------------------------------------------------------------ | --- | --- | ---------------------------------- | ---- |
| Isaak-Loewi-Straße (Standort)                                                  | Ehemalige Neue Infanteriekaserne                                                                                         | Gemeinsam mit der ehemaligen Alten Infanteriekaserne als Sedankaserne bezeichnet, Teil des ehemaligen Kasernenkomplexes in der Südstadt, Teil der ehemaligen William-O.-Darby-Barracks, 1914–1916 errichtet. Zu den einzelnen Gebäuden der Gesamtanlage siehe Isaak-Loewi-Straße 1-9 (ungerade Nummern), 11-17 (ungerade Nummern), 19-27 (ungerade Nummern), Liesl-Kießling-Straße 18/20 und Steubenstraße 41/43 | D-5-63-000-1584 Wikidata           | BW   |
| Isaak-Loewi-Straße 1-9 (ungerade Nummern); Liesl-Kießling-Straße 16 (Standort) | Ehemalige Östliche bzw. Zweite Halbbataillonskaserne (Gebäude Nr. 12) der Neuen Infanteriekaserne                        | Dreiflügeliger, zwei- bis dreigeschossiger Putzbau in Ecklage mit Mansarddach, rustizierten Lisenen, Eckpavillonen mit Mansardwalmdächern, Sandsteinerdgeschoss und mittigem Pavillon mit Mansardwalmdach, Zwerchgiebel und Sandsteinerdgeschoss, südlich anschließend Toreinfahrt, historisierend, um 1914/15, Toreinfahrt bezeichnet „1914/16“, Umbau um 2003                                                  | D-5-63-000-1584 zugehörig Wikidata | BW   |
| Isaak-Loewi-Straße 11-17 (ungerade Nummern) (Standort)                         | Ehemalige Wirtschaftsgebäude mit Unteroffiziers- und Mannschaftsspeisesälen (Gebäude Nr. 11) der Neuen Infanteriekaserne | Erdgeschossiger Putzbau auf Sandsteinsockel mit Walmdach, Mittelteil mit Mansardwalmdach, Zwerchgiebel und Uhrturm, historisierend, um 1914/15, Umbau 2007 | D-5-63-000-1584 zugehörig Wikidata | BW   |
| Isaak-Loewi-Straße 19-27 (ungerade Nummern); Steubenstraße 39 (Standort)       | Ehemalige Westliche bzw. Erste Halbbataillonskaserne (Gebäude Nr. 10) der Neuen Infanteriekaserne                        | Dreiflügeliger, zwei- bis dreigeschossiger Putzbau in Ecklage mit Mansarddach, rustizierten Lisenen, Eckpavillonen mit Mansardwalmdächern, Sandsteinerdgeschoss und mittigem Pavillon mit Mansardwalmdach, Zwerchgiebel und Sandsteinerdgeschoss, südlich anschließend Toreinfahrt, historisierend, um 1914/15, Toreinfahrt bezeichnet „1914/16“, Umbau um 2003                                                  | D-5-63-000-1584 zugehörig Wikidata | BW   |